# 卡什佩里夫卡 (巴拉尼夫卡區)
50°16′17″N 27°31′41″E / 50.27139°N 27.52806°E
卡什佩里夫卡（烏克蘭語：Кашперівка），是烏克蘭北部的村莊，隸屬日托米爾州的茲維亞赫爾區。該村始建於1605年，面積32.29平方公里，海拔高度235米，2001年人口1,052，人口密度每平方公里32.58人。